# Bialgèbre
En mathématiques, une bialgèbre ou bigèbre est un ensemble qui possède à la fois une structure d'algèbre et une structure de coalgèbre, et tel que ces deux structures soient compatibles entre elles. Les algèbres de Hopf sont en particulier des bigèbres.

## Définition
Si {\displaystyle k} est un corps, une bialgèbre est un {\displaystyle k}-espace vectoriel {\displaystyle B} muni de quatre applications linéaires :
- un produit {\displaystyle \mu :B\otimes B\longrightarrow B},
- une unité {\displaystyle \eta :k\longrightarrow B},
- un coproduit {\displaystyle \Delta :B\longrightarrow B\otimes B},
- une counité {\displaystyle \epsilon :B\longrightarrow k}.

telles que {\displaystyle (B,\mu ,\eta )} soit une algèbre et {\displaystyle (B,\Delta ,\epsilon )} une coalgèbre, et qui vérifie l'une des propriétés équivalentes suivantes :
1. {\displaystyle \Delta } et {\displaystyle \epsilon } sont des morphismes d'algèbres.
2. {\displaystyle \mu } et {\displaystyle \eta } sont des morphismes de coalgèbres.

## Motivations
La notion de bialgèbre intervient surtout dans l'étude des algèbres de Hopf qui sont des bialgèbres particulières. 